# Carel Wessel Theodorus van Boetzelaer van Dubbeldam
Carel Wessel Theodorus baron van Boetzelaer, heer van Asperen en Dubbeldam (De Bilt, huis 't Klooster, 5 juli 1873 - aldaar, huis Sandwijck, 21 januari 1956) was een Nederlandse politicus.
Van Boetzelaer van Dubbeldam was een kenner van Nederlands-Indië die koloniaal-woordvoerder van de CHU in de Tweede Kamer was. Hij was een oud-zendingsconsul in Nederlands-Indië, die in 1906 promoveerde op een dissertatie over de christelijke zending (De gereformeerde kerken in Nederland en de zending in Oost-Indië in de dagen der Oost-Indische Compagnie). Hij werd in zijn fractie op koloniaal gebied als een autoriteit beschouwd. Hij had oog voor de belangen van de inlandse bevolking en was na de oorlog aanhanger van de doorbraakgedachte.

## Familie
Van Boetzelaer was lid van de familie Van Boetzelaer en een zoon van Godfried Hendrik Leonard baron van Boetzelaer (1842-1914) en diens eerste vrouw jkvr. Johanna Charlotta van Schuylenburch (1843-1879), lid van de familie Van Schuylenburch. Hij trouwde in 1906 met Willemina Elisabeth Thomassen à Thuessink van der Hoop van Slochteren (1877-1942), lid van de familie Van der Hoop en dochter van Tweede Kamerlid mr. Abraham Johan Thomassen à Thuessink van der Hoop van Slochteren. Uit dit huwelijk werden zes kinderen geboren, onder wie Johanna Charlotte van Boetzelaer (1910-1994).
- Bibliothèque nationale de France: cb107454177 (data)
- Biografisch Portaal: 43920969
- International Standard Name Identifier: 0000 0000 9374 4375
- Nederlandse Thesaurus van Auteursnamen: 069835195
- Parlement.com: vg09lkydvhza
- Virtual International Authority File: 137738939